# Deutsche Fußball-Amateurmeisterschaft 1952
Deutscher Fußball-Amateurmeister 1952 wurde der VfR Schwenningen. Im Finale in Ludwigshafen am Rhein siegte Schwenningen am 22. Juni 1952 mit 5:2 gegen den Cronenberger SC.

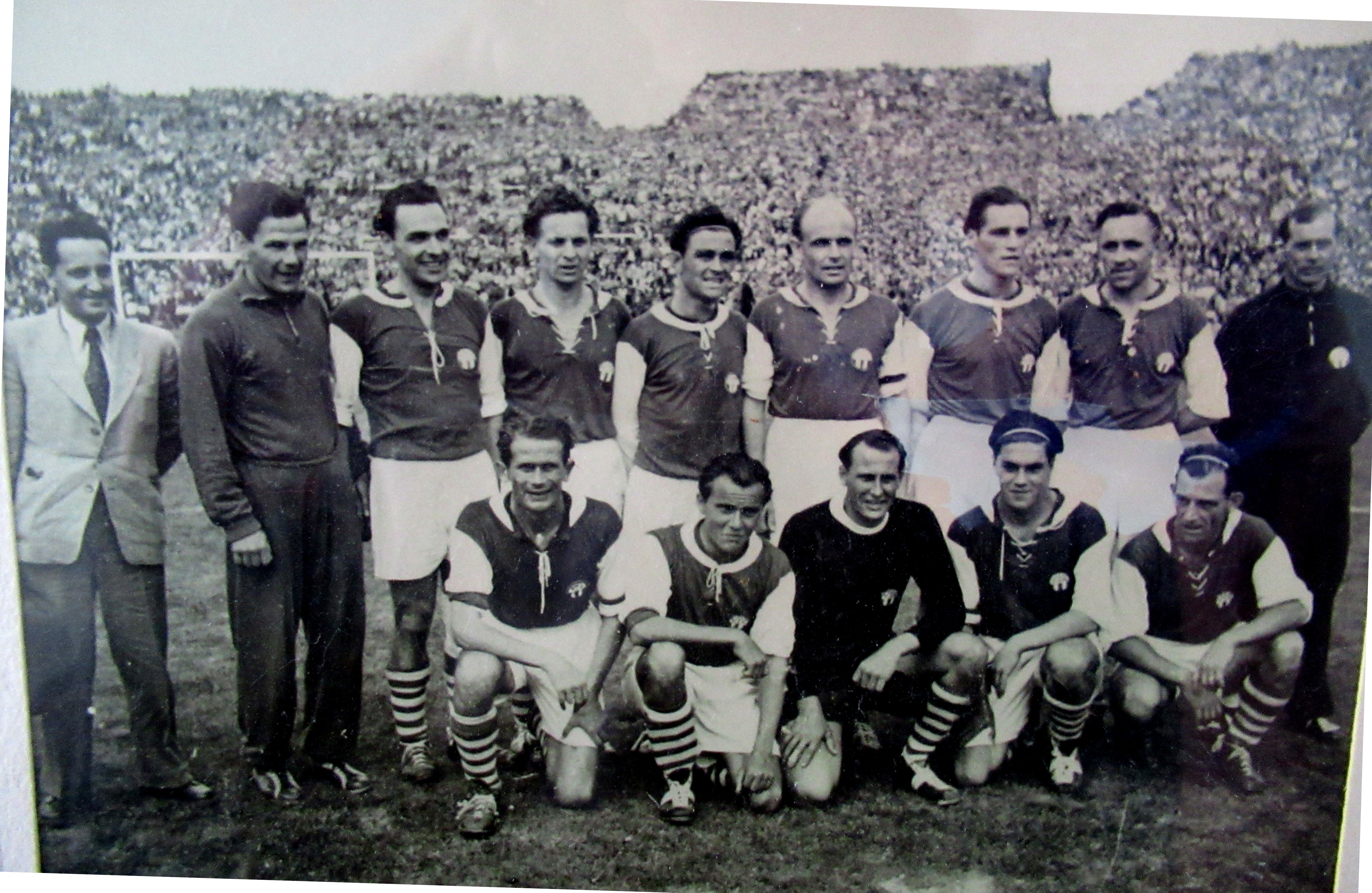
Die Meistermannschaft des VfR Schwenningen

## Teilnehmende Mannschaften
Es nahmen 15 Amateurvertreter aus den Landesverbänden an der Vorrunde teil.
| Mannschaft             | Landesverband      |
| ---------------------- | ------------------ |
| SV 98 Schwetzingen     | Baden              |
| TSV Schwabach 04       | Bayern             |
| SSC Südwest 1947       | Berlin             |
| Bremen 1860            | Bremen             |
| ASV Bergedorf 85       | Hamburg            |
| Borussia Fulda         | Hessen             |
| Viktoria Alsdorf       | Mittelrhein        |
| Cronenberger SC        | Niederrhein        |
| Eintracht Nordhorn     | Niedersachsen      |
| Germania Mudersbach    | Rheinland          |
| Itzehoer SV            | Schleswig-Holstein |
| VfL Konstanz           | Südbaden           |
| SC West Kaiserslautern | Südwest            |
| Arminia Ickern         | Westfalen          |
| VfR Schwenningen       | Württemberg        |

## Vorrunde
Borussia Fulda hatte ein Freilos.
|                     | Ergebnis  |                        |
| ------------------- | --------- | ---------------------- |
| ASV Bergedorf 85    | 3:2       | SSC Südwest 1947       |
| Eintracht Nordhorn  | 3:0       | Itzehoer SV            |
| SV 98 Schwetzingen  | 2:2 n. V. | TSV Schwabach 04       |
| Bremen 1860         | 2:0       | Arminia Ickern         |
| Germania Mudersbach | 1:3       | Cronenberger SC        |
| VfL Konstanz        | 1:5       | VfR Schwenningen       |
| Viktoria Alsdorf    | 5:1       | SC West Kaiserslautern |

### Wiederholungsspiel
Das Spiel fand in Schwabach statt.
|                  | Ergebnis |                    |
| ---------------- | -------- | ------------------ |
| TSV Schwabach 04 | 4:0      | SV 98 Schwetzingen |

## Viertelfinale
|                  | Ergebnis  |                    |
| ---------------- | --------- | ------------------ |
| Cronenberger SC  | 1:1 n. V. | Eintracht Nordhorn |
| Bremen 1860      | 2:0       | ASV Bergedorf 85   |
| TSV Schwabach 04 | 4:0       | Borussia Fulda     |
| VfR Schwenningen | 4:1       | Viktoria Alsdorf   |

### Wiederholungsspiel
Das Spiel fand in Nordhorn statt.
|                    | Ergebnis |                 |
| ------------------ | -------- | --------------- |
| Eintracht Nordhorn | 0:1      | Cronenberger SC |

## Halbfinale
|                  | Ergebnis |                  |
| ---------------- | -------- | ---------------- |
| Cronenberger SC  | 1:0      | Bremen 1860      |
| VfR Schwenningen | 5:1      | TSV Schwabach 04 |

## Finale
| VfR Schwenningen                                                 | VfR Schwenningen | Cronenberger SC | Cronenberger SC |
| ---------------------------------------------------------------- | --- | --- | --------------- |
| VfR Schwenningen                                                 | \| Sonntag, 22. Juni 1952 in Ludwigshafen am Rhein (Südweststadion) \| \| Ergebnis: 5:2 (3:1) \| \| Zuschauer: 80.000 \| \| Schiedsrichter: Egon Zacher (Berlin) \|                                         | \| Sonntag, 22. Juni 1952 in Ludwigshafen am Rhein (Südweststadion) \| \| Ergebnis: 5:2 (3:1) \| \| Zuschauer: 80.000 \| \| Schiedsrichter: Egon Zacher (Berlin) \|                                | Cronenberger SC |
| VfR Schwenningen                                                 | Heinz Seckinger – Rudi Quattländer, Heinz Bertsche, Hans Neumeier, Roland Kübler, Heinz Müller, Eberhard Lassmann, Hans Schimmelpfennig, Rudi Richter, Karl Haller, Paul Hauser Cheftrainer: Nicolaus Cerha | Paul Wansel – Herbert Jäger, Edwin Schulz, Willi Kunze, Siegfried Wellner, Erich Streup, Reinhold Dyckers, Helmut Bogkmann, Günter Görts, Karl Rauhaus, Edmund Dapprich Cheftrainer: Bruno Lehmann | Cronenberger SC |
| VfR Schwenningen                                                 | 1:0 Richter (4.), 2:0 Haller (9.) 3:0 Schimmelpfennig (19.) 4:1 Haller (47.) 5:1 Hauser (66.) | 3:1 Dapprich (29.) 5:2 Görts (78). | Cronenberger SC |
| Sonntag, 22. Juni 1952 in Ludwigshafen am Rhein (Südweststadion) | | |                 |
| Ergebnis: 5:2 (3:1)                                              | | |                 |
| Zuschauer: 80.000                                                | | |                 |
| Schiedsrichter: Egon Zacher (Berlin)                             | | |                 |